# Alfredo de Assis Castro
Alfredo de Assis Castro (Riachão, 14 de janeiro de 1881 — Rio de Janeiro, 29 de setembro de 1977), foi um professor, crítico, poeta, contista e jornalista maranhense. Foi o fundador da cadeira nº 7 da Academia Maranhense de Letras cujo patrono é Gentil Braga.
Graduou-se em Ciências Jurídicas e Sociais pela Faculdade de Direito do Recife em 1911. Aposentou-se como desembargador em 1936.

## Obras
“
...Existe a felicidade? 

Perguntas. Responderei,

fiel à sinceridade:

possivelmente... não sei...

Seja a esperança ou não seja

caminho para a vitória,

seja ou não seja ilusória,

sempre será benfazeja...
”

— 
- Coisas da Vida (1916)
- Um crítico…; palavras a Osório Duque Estrada (1917)
- Alocuções (1918)
- Razões finais (1925)
- Gonçalves Dias (1926)
- Justiça penal (1937)
- A linguagem das Sextilhas de Frei Antão (1939)
- Pó e sombra (1961)